# Strophotina
Strophotina là một chi bướm đêm thuộc họ Tortricidae.

## Các loài
- Strophotina apparata  Razowski & Pelz, 2003
- Strophotina chorestis  Razowski & Becker, 1999
- Strophotina curvidagus  Brown, 1998
- Strophotina niphochondra  Razowski & Becker, 1999
- Strophotina strophota  Meyrick, 1926